# Dons de San Francisco
Les Dons de San Francisco (en anglais : San Francisco Dons) sont le nom donné aux équipes représentant l'Université de San Francisco.

## Baseball
L'équipe de baseball a remporté un seul titre de conférence, en 2006.

## Basket-ball

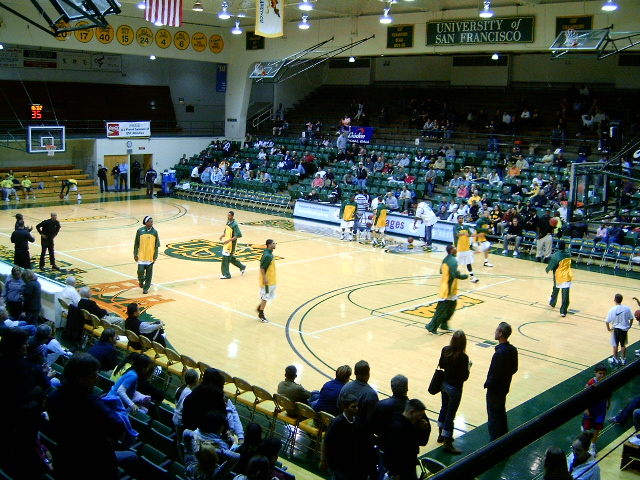
War Memorial Gym interior

L'équipe masculine des Dons a remporté trois titres nationaux, le National Invitation Tournament en 1949 et le Championnat NCAA en 1955 et 1956. Ces deux derniers titres sont gagnés par une équipe qui compte dans ses rangs Bill Russell et K.C. Jones, qui évolueront ensuite ensemble sous les couleurs des Celtics de Boston.
L'équipe, qui remporta 17 titres de conférence, en 1955, 1956, 1957, 1958, 1963, 1964, 1965, 1972, 1973, 1974, 1977, 1978, 1979, 1980, 1981, 1982 et 1998, est également pour des controverses qui mettent à mal l'image de l'université. Les joueurs de basket-ball bénéficiaient de faveurs de la part de l'université : « oubli » de certains irrégularités, aide lors des tests... Ces écarts sont finalement mis sur la place publique en 1981 lors de l'enquête concernant une des vedettes de l'équipe, Quintin Dailey, accusé de violences sur une étudiante. Cette enquête révèle des histoires d'argent, ce qui est contraire aux règles régissant le sport universitaire américain. 
Le programme de basket-ball masculin est ainsi arrêté en juillet 1982 et devra attendre 1985 pour revoir le jour.
Le programme féminin a, pour sa part, atteint à trois reprises le tournoi NCAA, en 1995, 1996 et 1997.

### Entraîneurs
- 1923-1932 :  James Needles
- 1932-1941 :  Wally Cameron
- 1941-1942 :  Forrest Twogood
- 1942-1944 :  James Needles
- 1944-1945 : Pas d'équipe
- 1945-1946 :  William Bussenius
- 1946-1950 :  Pete Newell
- 1950-1959 :  Phil Woolpert
- 1959-1960 :  Ross Giudice
- 1960-1966 :  Peter Peletta
- 1966-1970 :  Phil Vukicevich
- 1970-1978 :  Bob Gaillard
- 1978-1980 :  Dan Belluomini
- 1980-1982 :  Pete Barry
- 1982-1985 : Pas d'équipe
- 1985-1995 :  Jim Brovelli
- 1995-2004 :  Phil Mathews
- 2004-2007 :  Jessie Evans
- 2007-2008 :  Eddie Sutton (intérim)
- 2008-2016 :  Rex Walters
- 2016- :  Kyle Smith

## Football
L'équipe de football masculine a remporté à cinq reprises le titre national NCAA, en 1949, conjointement avec  Penn State, et en 1966, 1975, 1976, 1980. Elle a également remporté le titre de conférence à 32 reprises.

## Football américain
L'année 1951 est l'année la plus importante de l'histoire de l'équipe de football américain. Lors de cette saison, l'équipe remporte toutes ses rencontres, mais n'est pas invitée au tournoi final, l'équipe refusant de se priver de ses deux joueurs noirs pour celui-ci.